# Helmetta
Helmetta és una població dels Estats Units a l'estat de Nova Jersey. Segons el cens del 2007 tenia 2.012 habitants.

## Demografia
Segons el cens del 2000, Helmetta tenia 1.825 habitants, 746 habitatges, i 495 famílies. La densitat de població era de 829 habitants/km².
Dels 746 habitatges en un 33% hi vivien nens de menys de 18 anys, en un 54,7% hi vivien parelles casades, en un 8,4% dones solteres, i en un 33,6% no eren unitats familiars. En el 25,6% dels habitatges hi vivien persones soles el 5,1% de les quals corresponia a persones de 65 anys o més que vivien soles. El nombre mitjà de persones vivint en cada habitatge era de 2,45 i el nombre mitjà de persones que vivien en cada família era de 3,01.
Per edats la població es repartia de la següent manera: un 22,1% tenia menys de 18 anys, un 6,5% entre 18 i 24, un 44,1% entre 25 i 44, un 21,2% de 45 a 60 i un 6,2% 65 anys o més.
L'edat mediana era de 36 anys. Per cada 100 dones de 18 o més anys hi havia 97,2 homes.
La renda mediana per habitatge era de 60.125 $ i la renda mediana per família de 64.659 $. Els homes tenien una renda mediana de 47.604 $ mentre que les dones 33.929 $. La renda per capita de la població era de 26.668 $. Aproximadament el 3,2% de les famílies i el 3,3% de la població estaven per davall del llindar de pobresa.

## Poblacions més properes
El següent diagrama mostra les poblacions més properes.